# Cyrtopholis ramsi
Cyrtopholis ramsi là một loài nhện trong họ Theraphosidae.
Loài này thuộc chi Cyrtopholis. Cyrtopholis ramsi được miêu tả năm 1995 bởi Rudloff.